# Lista chorążych reprezentacji Chile na igrzyskach olimpijskich
Lista chorążych reprezentacji Chile na igrzyskach olimpijskich – lista zawodników i zawodniczek reprezentacji Chile, którzy podczas ceremonii otwarcia nowożytnych igrzysk olimpijskich nieśli flagę Chile.

## Chronologiczna lista chorążych
| Lp. | Rok i miejsce           | Chorąży            | Dyscyplina                       |
| --- | ----------------------- | ------------------ | -------------------------------- |
| 1   | 1896, Ateny             | Luis Subercaseaux  | Lekkoatletyka                    |
| 2   | 1912, Sztokholm         | Leopoldo Palma     | Lekkoatletyka                    |
| 3   | 1920, Antwerpia         | Arturo Medina      | Lekkoatletyka                    |
| 4   | 1924, Paryż             | Manuel Plaza       | Lekkoatletyka                    |
| 5   | 1928, Amsterdam         | Manuel Plaza       | Lekkoatletyka                    |
| 6   | 1936, Berlin            | b.d.               |                                  |
| 7   | 1948, Sankt Moritz      | Arturo Hammersley  | Narciarstwo alpejskie            |
| 8   | 1948, Londyn            | Mario Recordón     | Lekkoatletyka                    |
| 9   | 1952, Oslo              | b.d.               |                                  |
| 10  | 1952, Helsinki          | Adriana Millard    | Lekkoatletyka                    |
| 11  | 1956, Cortina d'Ampezzo | b.d.               |                                  |
| 12  | 1956, Melbourne         | Marlene Ahrens     | Lekkoatletyka                    |
| 13  | 1960, Squaw Valley      | Vicente Vera       | Narciarstwo alpejskie            |
| 14  | 1960, Rzym              | Marlene Ahrens     | Lekkoatletyka                    |
| 15  | 1964, Innsbruck         | b.d.               |                                  |
| 16  | 1964, Tokio             | Aquiles Gloffka    | Szermierka, Pięciobój nowoczesny |
| 17  | 1968, Grenoble          | b.d.               |                                  |
| 18  | 1968, Meksyk            | Rolf Hoppe         | Lekkoatletyka                    |
| 19  | 1972, Monachium         | René Varas         | Jeździectwo                      |
| 20  | 1976, Innsbruck         | b.d.               |                                  |
| 21  | 1976, Montreal          | Juan Inostroza     | Szermierka                       |
| 22  | 1984, Sarajewo          | Alfredo Maturana   |                                  |
| 23  | 1984, Los Angeles       | Carlos Rossi       | Żeglarstwo                       |
| 24  | 1988, Calgary           | Nils Linneberg     | Narciarstwo alpejskie            |
| 25  | 1988, Seul              | Gert Weil          | Lekkoatletyka                    |
| 26  | 1992, Albertville       | Paulo Oppliger     | Narciarstwo alpejskie            |
| 27  | 1992, Barcelona         | Gert Weil          | Lekkoatletyka                    |
| 28  | 1994, Lillehammer       | Nils Linneberg     | Narciarstwo alpejskie            |
| 29  | 1996, Atlanta           | Sebastián Keitel   | Lekkoatletyka                    |
| 30  | 1998, Nagano            | Duncan Grob        | Narciarstwo alpejskie            |
| 31  | 2000, Sydney            | Nicolás Massú      | Tenis                            |
| 32  | 2002, Salt Lake City    | Anita Irarrazábal  | Narciarstwo alpejskie            |
| 33  | 2004, Ateny             | Kristel Köbrich    | pływanie                         |
| 34  | 2006, Turyn             | Daniela Anguita    | Narciarstwo alpejskie            |
| 35  | 2008, Pekin             | Fernando González  | Tenis                            |
| 36  | 2010, Vancouver         | Jorge Mandrú       | Narciarstwo alpejskie            |
| 37  | 2012, Londyn            | Denisse Van Lamoen | Łucznictwo                       |
| 38  | 2014, Soczi             | Dominique Ohaco    | Narciarstwo dowolne              |
| 39  | 2016, Rio de Janeiro    | Erika Olivera      | Lekkoatletyka                    |
| 40  | 2018, Pjongczang        | Henrik von Appen   | Narciarstwo alpejskie            |